# حزب المجتمع الديمقراطي
حزب المجتمع الديمقراطي (بالتركية:Demokratik Toplum Partisi, DTP) كان حزبًا سياسيًا كرديًا في تركيا. يعتبر الحزب نفسه منتميًا إلى الديمقراطية الاشتراكية، يحمل الحزب صفة مراقب في منظمة الاشتراكية الدولية. وقد اعتبر الحزب خلفًا لحزب الشعب الديمقراطي. حصل الحزب على 20 مقعد في البرلمان التركي بعد الانتخابات التركية العامة 2007. بتاريخ 11 ديسمبر 2009 تم حظر الحزب بواسطة المحمكة الدستورية التركية، وكان سبب الحظر ارتباطات مزعومة للحزب المجتمع بحزب العمال الكردستاني. رد رئيس الحزب أحمد ترك بإعلان انسحاب أعضاء حزبه من البرلمان التركي.

## وصلات خارجية
- الموقع الرسمي حزب المجتمع الديمقراطي